# Irene Santos
Irene de Figueiredo Santos (Porto Alegre, 1947) é uma fotógrafa brasileira dedicada à produção de imagens relacionadas às artes cênicas, à música e especialmente à pesquisa da história e da cultura afro-brasileira.
Paralelamente à formação em História na Universidade Federal do Rio Grande do Sul, concluída em 1971, fez cursos e estudos em fotografia. Seu primeiro emprego como fotógrafa foi no setor de produção de fotolito para a impressão em offset da gráfica do Banco do Estado do Rio Grande do Sul, em Porto Alegre. Nas horas vagas, nos finais de semana, trabalhava fazendo coberturas fotográficas de eventos e fotos para divulgação de peças teatrais e shows musicais. 
Em 1979 conseguiu abrir seu primeiro estúdio fotográfico e desligar-se do banco, e gradativamente passou a dedicar-se mais à paixão pela cultura afro-brasileira, o que traduziu na forma de exposições, livros e webdocumentários.
Em 2006, seu livro Negro em Preto e Branco – História fotográfica da população negra de Porto Alegre, financiado pelo Fumproarte(Fundo Municipal de Apoio à Produção Artística e Cultural, mantido pela Prefeitura de Porto Alegre) e publicado no ano anterior, conquistou o Prêmio Açorianos na categoria de Literatura Especial.
Também foram financiados pelo Fumproarte o livro Colonos e Quilombolas – Memória fotográfica das Colônias Africanas de Porto Alegre, publicado em 2010, e o webdocumentário Outros Carnavais – Memória do carnaval de Rua de Porto Alegre, 1930-1969, editado em 2014.
A obra de Irene Santos tem sido considerada como uma importante contribuição para a formação da identidade brasileira, ajudando a superar a invisibilidade do povo negro com um novo olhar sobre o passado. 

Na exposição Arcanos Imaginários, atores e músicos posaram para Irene Santos, que os transformou em personagens representativos de ideias universais. Segunda a crítica Clarissa Berny Veiga, do jornal Zero Hora:
“Cada um dos homens fotografados incorporou o seu arcano, absorvendo medos, crenças, sonhos e fantasias. De tal forma que as cartas do tarô ganharam vida, evocando medos sobrenaturais. O desfile de tipos é rico. A caracterização é exagerada, justamente para dar a ideia da intensidade do sofrimento, da alegria, da razão e da loucura. Um simbolismo grotesco e forte.”
Sua exposição mais recente foi a participação em Travessias Contemporâneas ao Sul do Atlântico no contexto da 11 Bienal do Mercosul. Na mostra, Irene Santos expôs fotografias integrantes de seu projeto Universos Paralelos, no qual faz interpretações de antigas histórias sobre a presença negra em Porto Alegre. No caso, sobre a trajetória do africano Príncipe Custódio Joaquim de Almeida na cidade, nas primeiras décadas do século 20.

## Livros
- 2005 – Negro em Preto e Branco  História fotográfica da população negra de Porto Alegre – (Fumproarte)
- 2010 – Memória das colônias africanas de Porto Alegre  – (Fumproarte)

## Participações em livros
- 1980 – fotografia de campo da equipe de produção de Arquitetura da Imigração Italiana do RGS, de Júlio Posenato - (Fundação Giovani Agnelli / FIAT)
- 2007 – fotografia das obras retratadas em Zoravia Bettiol: a mais simples complexidade - (Território das Artes)

## Webdocumentário
- 2014 – Outros Carnavais – Memória do carnaval de Rua de Porto Alegre, 1930-1969 (Fumproarte)

## Exposições
- 1986 – Dramática, retrato de atriz – Theatro São Pedro – Porto Alegre - sobre atrizes de teatro da cidade
- 1988 – Solilóquio – Salas Negras – Museu de Arte do Rio Grande do Sul – Porto Alegre
- 1991 – Arcanos Imaginários – Casa de Cultura Mário Quintana – Porto Alegre
- 1994 – Quimeras – Theatro São Pedro – Porto Alegre
- 2007 – Iyalondês – Museu de Arte do Rio Grande do Sul – Porto Alegre
- 2010 – Bertoldo para sempre BRECHT – Casa de Teatro – Porto Alegre
- 2016 - Fotógrafa convidada: Mostra internacional Mosaicografia Largo Glênio Peres – Porto Alegre
- 2018 – Artista convidada: Travessias Contemporâneas ao Sul do Atlântico – Caminho das Artes – Porto Alegre